# ستانيسلاف أندرييف
ستانيسلاف أندرييف (مواليد 6 مايو 1988 في طشقند، أوزبكستان) هو لاعب كرة قدم أوزبكستاني يلعب مع نادي باختاكور طشقند في الدوري الأوزبكي كلاعب وسط. مثّل منتخب أوزبكستان لكرة القدم في كأس آسيا 2011. بدأ أندرييف مسيرته الرياضية عام 2006.

## الجوائز والإنجازات

### الإنجازات مع النادي
| النادي أو المنتخب | البطولة         | مرات الفوز | الأعوام أو المواسم |
| ----------------- | --------------- | ---------- | ------------------ |
| باختاكور طشقند    | الدوري الأوزبكي | 3          | 2007، 2012، 2014   |
| باختاكور طشقند    | كأس أوزبكستان   | 3          | 2007، 2009، 2011   |

## روابط خارجية
- ستانيسلاف أندرييف على موقع قاعدة بيانات كرة القدم.إي يو (الإنجليزية)
- ستانيسلاف أندرييف على موقع ناشيونال فوتبول تيمز (الإنجليزية)
- ستانيسلاف أندرييف على موقع Soccerway.com (الإنجليزية)